# Горбата черепаха Ернста
Горбата черепаха Ернста (Graptemys ernsti) — вид черепах з роду Горбата черепаха родини Прісноводні черепахи. Отримала назву на честь американського зоолога Карла Ернста. Інша назва «ескамбійська горбата черепаха» (за річкою Ескамбія).

## Опис
Загальна довжина карапаксу коливається від 15 до 28,5 см. Спостерігається статевий диморфізм: самиці значно більші за самців. Голова широка, невелика. Карапакс дахоподібний, розділений темним гребінчастим кілем на дві частини. У самиць більш масивні білясті щелепи, ніж у самців. У обох статей присутній абсолютно плаский пластрон.
На голові за очима є кругла оливково-жовта пляма, з якого розходяться 2 променя вправо і вліво від орбіти ока. Карапакс оливковий. На крайових щитках розташовані темні цятки на стику 2-х щитків і жовта вертикальна смуга на кожному крайовому. На карапаксі можуть бути світлі кола та плями. Пластрон світло-жовтий з темним малюнком. Забарвлення шкіри коливається від коричневого до оливкового кольору з світло-жовтими або зеленувато-жовтими поздовжніми смужками.

## Спосіб життя
Полюбляє широкі струмки, ріки з піщаним або гальковим дном. Часто черепахи вилазять на сушу погрітися. Особини з довжиною панцира менше 10 см більшою мірою комахоїдні. У старшому віці в раціон входять риба, молюски, зокрема черевоногі, двостулкові, лангусти.
Самці стають статевозрілими у 3—4 роки при довжині карапакса мінімум 8 см. Самиці — при довжині не менше 22 см і віком близько 14 років. Сезон парування та відкладання яєць починається з квітня і по липень. При залицянні самець запливає перед самицею і починає швидко качати головою, поки самиця не погодиться спаровуватися з ним. Самиця за сезон робить до 7 кладок по 7 яєць. Для самиць не важливий час дня при відкладання яєць. Розмір яєць 39×26 мм. Термін інкубації 74—79 днів при 23 — 31 °C.
Черепашенята з'являються з жовтковим мішком на пластроні розміром 12—15 мм, який пропадає через 3 дні. Малюки не зимують у яйцях, а відразу після вилуплення поспішають до води.

## Розповсюдження
Мешкає у річці, що протікають по Флориді та Алабамі (США).